# William Schotte
Pour les articles homonymes, voir Schotte.
 (décembre 2015).
William Schotte est un chanteur, poète, violoncelliste, guitariste, comédien, auteur et compositeur français, né le 7 août 1951 à Rosendaël (Nord).

## Biographie
Né à Rosendaël en Flandre maritime, aîné d'une famille modeste, William Schotte devient après des études plus que succinctes en raison d'un manque d'enthousiasme pour l’école, manœuvre au chantier naval de Dunkerque, puis beatnik, puis décide d’apprendre la musique. Guitariste pop de garage, il devient contrebassiste puis violoncelliste et pianiste.
Aimant depuis toujours la littérature, il se tourne vers la chanson. Il compose, écrit, participe à de nombreux groupes de tous styles. Il sort plusieurs albums Geel en Swart, Au roi du potje vleesch, Les échos du Westhoek, Le bal des Amours.
Il participe avec ses diverses formations à de nombreuses émissions de radio (France Inter, RTL, Radio France Internationale, France Culture, etc.). Il obtient le Prix Sacem du Printemps de Bourges 1993.
Il a déjà joué avec William Sheller, M, Louis Chedid, Sarcloret, Allain Leprest, John Lee Hooker, Chet Baker, Leny Escudero, Gong, Romain Didier, Richard Bohringer, Bijou, Marcel et son orchestre, François Corbier, Batlik, Sarcloret, Rémo Gary…[réf. nécessaire]
La sortie de son dernier – et dixième – album Dédicaces, le voit sur les routes de la francophonie pour une tournée de promotion ; William au chant, au violoncelle et aux guitares est flanqué pour l’occasion des accordéonistes Sonia Rekis ou Thierry Montagne, également aux chœurs.

## Composition

### Musique instrumentale
- A composé et enregistré un album pour trio post moderne (piano, violoncelle, clarinette) : Vues d'Oostende Rococo Rijsel Trio en 1997.
- Se produit en duo avec le violoniste Franck Cardon  pratique la musique improvisée en France et en Belgique.
- Compose pour ARTE la musique d'un feuilleton documentaire "Histoire d'en sortir, réalisé par Didier Lannoy et quatre courts métrages sur l’histoire du cinéma dans la région Nord-Pas-de-Calais.
- Compose sur ordinateur et enregistre un album sur les musiques mécaniques (textes de Gilles Defacque photos de Cyril Pietton : Mes musiques mécaniques en 1997
- Accompagnateur du poète Ghislain Gouwy, il composera avec lui, Katrien Delavier et Gérald Ryckeboer la musique du son et lumières Berthen se souvient en 1986[1].

### Danse
- Compose pour la compagnie « Affaire à suivre », la Cie « Melting Spot » ..
- Accompagne les cours de Jean Gaudin au violoncelle.

### Théâtre
Compose et joue pour :
- Le Théâtre de la Licorne (mise en scène Claire Dancoisne)
- Le Ballatum théâtre (Éric Lacascade et Guy Allouchery)
- Le Théâtre de l’Araignée (Michel Thomas)
- La Cie « Tant qu’à faire » (Denis Cacheux)
- Science 89 (Michel Valmer)
- La Cie Abaca (Muriel Hunet)
- Le fil et la guinde (Jean Claude Gireaudon)
- La Cie Dire d’Étoiles (Alain Nempont)
- Le Théâtre du Prato (Gilles Defacque) avec qui il joue régulièrement depuis 1980 pour les clowns, les cabarets poétiques, les pièces…
- Le Théâtre de la Chandelle (Dominique Surmais)
- Le CDN de Béthune (Jean-Louis Martin-Barbaz)
- Théâtre de chambre (Christophe Pirret)
- Maski Théâtre (Serge Tranvouez)
- Théâtre Dire et Lire (Martine Renbold)
- Les fous à réaction (Vincent Dehlin et Olivier Menu)
- Cartoon Sardine (Patrick Ponce, Dominique Sicilia)
- Le Cosmos Kolej de Marseille (Wladyslaw Znorko)

### Cirque, spectacle pour enfants
- Compose et joue pour le cirque de Compagnie du Son et ses « Chants zazous »
- Compose et joue pour la Compagnie des 1000 et une vies (marionnettes)
- Compose et joue avec le Prato de Gilles Defacque
- Joue avec la Compagnie Zigomatik sur différents spectacle enfants

### Contes
William Schotte a composé et joué sur un spectacle d’Emmanuelle Gryson (Cie La Création Continue !), Chasseurs d’histoires, album studio, labellisé « Jeunesses musicales de France ».

## Discographie

### Albums personnels
- Geel en Swart, William Schotte et Cie en 1994
- Au roi du Potje Vleesch, William Schotte et Cie en 1996
- Vues d'Oostende, Rococo Rijsel Trio en 1997
- Mes musiques mécaniques, William Schotte (instrumental) en 1997
- Les échos du Westhoek, William Schotte en 1998
- Spécial carnaval, William Schotte et Cie en 2000
- Le grand Biscornu, William Schotte en 2002
- Le bal des Amours, William Schotte en 2005
- Snaar, Rococo Rijsel Trio en 2009
- Dédicaces, William Schotte et Sonia Rekis en 2010

### Collaborations
- Vive les ch'tis , 1988 coffret de trois albums de quinze titres chacun d’artistes Chanson Nord Pas de calais. William y signe six titres (Wagram) ;
- Douce Flandre, en 2005 avec la chanteuse dunkerquoise Marieke ;
- Douce folie, en 2005 avec Fred Oscar
- Les Amuseurs d'Oiseaux, en 2012 avec Vincent Brusel ;
- Chasseurs d'histoires, en 2013 avec Emmanuelle Gryson (conteuse de la compagnie La Création continue !).